# Ramiro de Maeztu

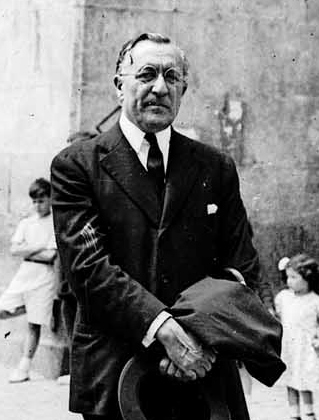
Ramiro de Maeztu, 1934.

Ramiro de Maeztu y Whitney (* 4. Mai 1874 in Vitoria; † 29. Oktober 1936 bei Madrid) war ein spanischer Journalist, Literaturkritiker und politischer Theoretiker und ein Mitglied der Generación del 98.

## Leben
Ramiro de Maeztu wurde am 4. Oktober 1874 in Vitoria geboren. Maeztu war Sohn eines Basken und einer englischen Mutter. In jungen Jahren war er Sozialist. Während des Ersten Weltkriegs war er Korrespondent mehrerer spanischer Zeitungen und reiste nach Deutschland und Frankreich.
Nach Ende des Krieges kehrte er desillusioniert nach Spanien zurück und distanzierte sich von vielen seiner sozialistischen Freunde. Er ging davon aus, dass die menschliche Vernunft alleine nicht genüge, um die sozialen Probleme der Zeit zu lösen. Es brauchte eine starke Autorität und Tradition, basierend auf dem Katholizismus.
Maeztu war einer der wichtigsten Intellektuellen der Diktatur von Miguel Primo de Rivera. 1928 wurde er spanischer Botschafter in Argentinien. Zusammen mit Pedro Sainz Rodríguez und anderen gründete er 1931 die monarchistische Bewegung Acción Española. Er rief Spanien dazu auf, „seinen Sinn für die römisch-katholische Mission des 16. Jahrhunderts wieder zu finden.“ Während der Zweiten Republik war er Mitglied der Partei Renovación Española und wurde Abgeordneter in die Cortes gewählt.
Zu Beginn des Spanischen Bürgerkriegs wurde er am 30. Juli in das Gefängnis Cárcel de Ventas bei Madrid eingesperrt. Am 29. Oktober 1936 wurde Maeztu von republikanischen Milizsoldaten auf dem Friedhof Aravaca bei Madrid erschossen.

## Werke (Auswahl)
- Hacia otra España. Biblioteca Nueva, Barcelona 1997, ISBN 84-7030-432-1 (Nachdr. d. Ausg. Bilbao 1899).
- Don Quijote, Don Juan y La Celestina. Ensayos en simpatia. Espasa-Calpre, Madrid 1981, ISBN 84-239-0031-2 (Nachdr. d. Ausg. Madrid 1926).
- Authority, Liberty, and Function in Light of the War. Allen & Unwin, London 1916.[5]
- La defensa de la hispanidad. Rialp, Madrid 2001, ISBN 84-321-3187-3 (Nachdr. d. Ausg. Valladolid 1934).